# 巴里·羅布森
巴里·羅布森（英語：Barry Robson；1978年11月7日—）是一位蘇格蘭足球運動員。在場上的位置是中場。他現在效力於蘇格蘭足球超級聯賽球隊阿伯丁足球俱樂部。他也代表蘇格蘭國家足球隊參賽。

## 外部連結
- 足球数据库：巴里·羅布森的球员统计数据
- FIFA profile （页面存档备份，存于）
- MLS player profile （页面存档备份，存于）
- Player profile - Barry Robson Middlesbrough FC
- Barry Robson於scottishfa.co.uk
- 巴里·羅布森在 National-Football-Teams.com 上的出场纪录